# Campionati del mondo di atletica leggera indoor 1991 - 200 metri piani maschili
La gara dei 200 metri piani maschili si tenne l'8 e 9 marzo.

## Risultati

### Batterie
I primi 2 di ogni batteria e i 6 migliori tempi vanno in semifinale.
| Rank | Heat | Name                 | Nationality       | Time  | Notes |
| ---- | ---- | -------------------- | ----------------- | ----- | ----- |
| 1    | 1    | Nikolay Antonov      | Bulgaria          | 20.99 | Q     |
| 2    | 5    | Thomas Jefferson     | Stati Uniti       | 21.13 | Q     |
| 3    | 1    | Patrick Stevens      | Belgio            | 21.15 | Q, PB |
| 4    | 2    | Andrey Fedoriv       | Unione Sovietica  | 21.20 | Q     |
| 4    | 6    | Miguel Ángel Gómez   | Spagna            | 21.20 | Q     |
| 6    | 2    | Ade Mafe             | Regno Unito       | 21.27 | Q     |
| 7    | 5    | Paolo Catalano       | Italia            | 21.32 | Q     |
| 8    | 4    | Linford Christie     | Regno Unito       | 21.35 | Q     |
| 9    | 1    | Daron Council        | Stati Uniti       | 21.37 | q     |
| 9    | 2    | Jeroen Fischer       | Belgio            | 21.37 | q     |
| 11   | 4    | Daniel Cojocaru      | Romania           | 21.42 | Q     |
| 12   | 5    | Luis Rodríguez       | Spagna            | 21.43 | q     |
| 13   | 6    | Éric Perrot          | Francia           | 21.48 | Q     |
| 14   | 2    | Troy Douglas         | Bermuda           | 21.54 | q, NR |
| 15   | 4    | Jiří Valík           | Cecoslovacchia    | 21.69 | q     |
| 16   | 3    | Sandro Floris        | Italia            | 21.74 | Q     |
| 17   | 4    | Dazel Jules          | Trinidad e Tobago | 21.75 | q     |
| 18   | 6    | Abdullahi Tetengi    | Nigeria           | 21.76 |       |
| 19   | 3    | Franz Ratzenberger   | Austria           | 21.84 | Q     |
| 20   | 4    | Benyounés Lahlou     | Marocco           | 22.08 |       |
| 21   | 1    | Christian Boda       | Mauritius         | 22.14 | NR    |
| 22   | 6    | Christopher Nibilo   | Tanzania          | 22.35 | NR    |
| 23   | 3    | Trevor Davis         | Anguilla          | 22.44 |       |
| 24   | 4    | Joseph Gikonyo       | Kenya             | 22.58 |       |
| 25   | 3    | Clinton Bufuku       | Zambia (bandiera) | 22.66 | NR    |
| 26   | 2    | Dudley den Dulk      | Antille Olandesi  | 22.99 | NR    |
| 27   | 5    | Carlos García        | Rep. Dominicana   | 23.63 |       |
|      | 6    | Rodney Cox           | Turks e Caicos    | DQ    |       |
|      | 6    | Neil de Silva        | Trinidad e Tobago | DQ    |       |
|      | 1    | Abdelali Kasbane     | Marocco           | DNS   |       |
|      | 2    | Eric Akogyiram       | Ghana             | DNS   |       |
|      | 3    | Emmanuel Tuffour     | Ghana             | DNS   |       |
|      | 5    | Anninos Marcoullides | Cipro             | DNS   |       |
|      | 5    | Andreas Berger       | Austria           | DNS   |       |

### Semifinali
I primi due di ogni semifinale vanno in finale.
| Pos | Batt | Nome               | NAzione           | Tempo | Note  |
| --- | ---- | ------------------ | ----------------- | ----- | ----- |
| 1   | 1    | Nikolay Antonov    | Bulgaria          | 20.83 | Q     |
| 2   | 1    | Ade Mafe           | Regno Unito       | 20.95 | Q     |
| 3   | 3    | Miguel Ángel Gómez | Spagna            | 21.09 | Q, PB |
| 4   | 2    | Linford Christie   | Regno Unito       | 21.12 | Q     |
| 5   | 1    | Sandro Floris      | Italia            | 21.17 |       |
| 6   | 2    | Thomas Jefferson   | Stati Uniti       | 21.19 | Q     |
| 6   | 3    | Andrey Fedoriv     | Unione Sovietica  | 21.19 | Q     |
| 8   | 2    | Patrick Stevens    | Belgio            | 21.33 |       |
| 9   | 3    | Paolo Catalano     | Italia            | 21.36 |       |
| 10  | 3    | Daniel Cojocaru    | Romania           | 21.41 |       |
| 11  | 2    | Éric Perrot        | Francia           | 21.43 |       |
| 12  | 1    | Franz Ratzenberger | Austria           | 21.65 |       |
| 13  | 2    | Luis Rodríguez     | Spagna            | 21.67 |       |
| 14  | 3    | Jeroen Fischer     | Belgio            | 21.73 |       |
| 15  | 1    | Daron Council      | Stati Uniti       | 21.74 |       |
| 16  | 3    | Troy Douglas       | Bermuda           | 21.78 |       |
| 17  | 1    | Dazel Jules        | Trinidad e Tobago | 21.91 |       |
| 18  | 2    | Jiří Valík         | Cecoslovacchia    | 22.41 |       |

### Finale
| Pos | Corsia | Nome               | Nazione          | Time  | Note |
| --- | ------ | ------------------ | ---------------- | ----- | ---- |
| 1   | 4      | Nikolay Antonov    | Bulgaria         | 20.67 |      |
| 2   | 5      | Linford Christie   | Regno Unito      | 20.72 |      |
| 3   | 3      | Ade Mafe           | Regno Unito      | 20.92 |      |
| 4   | 2      | Thomas Jefferson   | Stati Uniti      | 21.11 |      |
| 5   | 6      | Miguel Ángel Gómez | Spagna           | 21.29 |      |
| 6   | 1      | Andrey Fedoriv     | Unione Sovietica | 21.65 |      |